# 琵琶湖遭難事故
琵琶湖遭難事故（びわこそうなんじこ）は、1941年（昭和16年）4月6日に発生した遭難（海難事故）。

## 事故の概要
春休みを利用して滋賀県大津市に合宿していた金沢第四高等学校（現・金沢大学）の漕艇部員8人は、京都帝国大学の学生ら3人を加えた合計11人で遠漕訓練を行った。午前7時頃に高島郡今津町（現・高島市）を出発して大津に向かったものの、午後6時になっても到着しなかったため、滋賀県警察部がモーターボートを出動させて捜索を開始。さらに翌4月7日朝より大がかりな捜索が行われた。午前10時頃に定置網にかかったオールが、更に午後2時頃には漕艇部員の持ち物と思われる下駄が発見されるなど、11人の生存は絶望視された。その後も捜索は行われたが、11人全員の遺体が発見されるまで更に2か月を要した。

## 事故後
この事故は関西方面では大きく報道されたものの、それ以外ではあまり取り上げられなかった。しかし、犠牲となった四高の生徒らを悼む「琵琶湖哀歌」が東海林太郎と小笠原美都子によってレコード化されると、そのヒットと相まって全国的に知れ渡った。
また、萩の浜の一角に四高の関係者と地元民の手で「四高桜」と銘した追悼の石碑が建てられた。この事故で犠牲になった11人の遺影は、金沢大学のボート庫に掲げられている。 